# 木谷忠
木谷 忠（きたに ただし、1921年7月15日 - 2006年4月10日）は、日本の経営者。名古屋テレビ放送社長を務めた。和歌山県出身。

## 経歴
1944年に東京商科大学経済学部を卒業し、1948年に朝日新聞社に入社。1980年6月に取締役に就任し、1981年4月に常務、1983年10月に専務を経て、1985年6月に名古屋テレビ放送副社長に就任し、1988年7月守部政喜社長の急逝により社長昇格。1993年6月に代表取締役相談役に就任し、1995年6月に取締役相談役、1998年6月から相談役を経て、1999年6月に特別顧問に就任。
2006年4月10日肝不全のために死去。84歳没。